# Johann Friedrich Hähn
Johann Friedrich Hähn (* 15. August 1710 in Bayreuth; † 4. Juni 1789 in Aurich) war ein deutscher evangelischer Geistlicher und Pädagoge.

## Leben
Johann Friedrich Hähn war Sohn des Johann Heinrich Hähn (1668–1724), Bäckermeister und dessen Ehefrau Eva Margarethe, geb. Schrödtel († 1720) aus Kulmbach. Nach dem Tod seines Vaters wurde er vom Hofbäcker Friedrich Freudel aufgenommen.
Im Alter von 16 Jahren las er Vier Bücher vom wahren Christentum von Johann Arndt.
Er besuchte die Lateinschule und von 1727 bis 1733 das Gymnasium Christianum-Ernestinum in Bayreuth, bei dem Lehrer Johann Adam Flessa und begann 1733 sein Theologie-Studium bei Johann Georg Walch an der Universität Jena, das Studium setzte er an der Universität Halle fort und war dort auch Lehrer am Waisenhaus der Franckeschen Stiftungen. Später war er Hofmeister der Söhne, unter anderem Peter Graf von Hohenthal, des Grafen Hohenthal in Dresden.
Im Rahmen seiner Wissensvermittlung entwickelte er eine Methode (Litteral-Methode), in der er alles Wissenswürdige in tabellarischer Form an einer Wandtafel, abgekürzt mit dem Anfangsbuchstaben des jeweils Dargestellten, darstellte. Diese von ihm entwickelte Methode erweckte die Aufmerksamkeit des Generalsuperintendenten Johann Adam Steinmetz, der ihn 1738 zum Konventual und Prediger im Kloster Berge berief, zu dem auch das bedeutendste Pädagogium Preußens gehörte, ernannte; er hielt dort Unterricht in Sprachen, Wissenschaften, Mathematik und Physik und erhielt die Aufsicht über die Seminaristen und die zum Kloster gehörigen Dorfschulen. 1743 wurde er zum Klosterprediger und Schulinspektor des Pädagogiums ernannt.
1749 war er als Feldprediger des preußischen Regimentes Gensdarmes tätig und setzte in dieser Tätigkeit seine Bemühungen fort, das Unterrichtswesen zu verbessern, so hatte er bereits in dieser Zeit Verbindung zu Johann Julius Hecker in Berlin aufgenommen, der dort 1747 eine Realschule gegründet hatte und für den er die Schrift Agenda scholastica erstellte. 1752 wurde er Schulinspektor und zweiter Prediger dieser Realschule, nachdem er 1753 Pastor adjunctus an der Dreifaltigkeitskirche wurde.
Besonders wichtig war ihm an der Realschule das Anlegen und Erweitern der großen realen Sammlung, in der er Modelle von Gebäuden und Stoffen, von Säulen verschiedener Ordnungen, von Pflügen und Butterfässern, von weiteren Kunstprodukten, wie beispielsweise von 100 verschiedenen Lederproben, als Anschauungsmaterial zusammenstellte.
König Friedrich II. ernannte ihn zum Instruktor des Prinzen Friedrich Wilhelm und 1759 erhielt er die Würde des Oberdompredigers am Dom St. Nikolaus in Stendal und wurde Generalsuperintendent der Altmark und Prignitz mit dem Wohnsitz in Stendal.
Am 19. Juli 1762 wurde er Konsistorialrat und Generalsuperintendent des Herzogtums Magdeburg und gleichzeitig auch Abt und Direktor des Pädagogiums im Kloster Berge. Dort erfand er einen besonderen Koch- und Bratofen zum wirtschaftlichen Nutzen des Klosters. Er führte weiterhin Lehrerseminare ein, in denen die Lehrer in den Sommermonaten in Magdeburg zweimal wöchentlich versammelt und weitergebildet wurden.
1763 wurde das Generallandschulreglement erlassen, wonach die bei der Berliner Realschule verlegten Schulbücher, insbesondere die von Johann Friedrich Hähn, in der ganzen Monarchie genutzt werden sollten. Die Schulbücher waren auf eine Schulreform auf pietistischer Grundlage ausgerichtet und sollten allen Kindern aus allen Ständen dienen. Dies entsprach jedoch nicht dem Willen Friedrich II., der weiterhin die Stände Adel, Bürgertum und Bauern getrennt sehen wollte.
In seiner Schrift Kurze Erläuterung einer in Kupfer gestochenen Vorstellung des Erdbodens, worauf in XX. kleinen Charten das Nöthigste aus der Geographie, Genealogie, Chronologie, Historie, Heraldic und Numismatic für die Anfänger dieser Wissenschaften entworfen zum Gebrauch der Real-Schule in Berlin bestimmte er den Tauschwert der Münze Fettmännchen für Westfalen mit einem halben Stüver.
Aufgrund seiner übertriebenen Sparsamkeit, der Härte gegen die Untertanen des Klosters Berge und seiner pietistischen Neigung sowie sein größer werdender Eigensinn, führte es dazu, dass der König 1770 den Oberhofprediger Friedrich Samuel Gottfried Sack, gemeinsam mit Johann Joachim Spalding und Johann Georg Sulzer zur Revision nach Kloster Berge entsandte. Sie legten dort die neue Verfassung des Pädagogiums fest, der zu einem gesellschaftspolitisch bedingten pädagogischen Gegensatz führte. Dies führte im Juli 1771 zur Absetzung Johann Friedrich Hähns als Abt des Klosters Berge und als Direktor des Pädagogiums und des damit verbundenen Seminars sowie als Generalsuperintendent des Herzogtums Magdeburg. Einen letzten Anlass zur Absetzung bildete die Beschwerde des Generals Robert Scipio von Lentulus, dessen Söhne wegen Aufsässigkeit und Anmaßung vom Pädagogium verwiesen worden waren.
Als 1771 der lutherische Generalsuperintendent Johann Ludwig Lindhammer (1689–1771) in Aurich verstarb, wurde Johann Friedrich Hähn am 25. Juli 1771 in dieses Amt berufen und traf Ostern 1772 in Aurich ein. Er übernahm die Leitung des Gymnasiums Aurich und war dort auch als Schlossprediger tätig.
Während seines Aufenthaltes in Aurich gab er zwei Schulbücher Die Glaubenslehre (1772) und Die kleine Glaubenslehre heraus und geriet dadurch in Streit mit dem Aufklärer Gerhard Julius Coners. Dieser Streit zog sich über mehrere Jahre hin, wobei Coners von der Berliner Behörde, unter anderem von Oberkonsistorialrat Johann Joachim Spalding, bestärkt wurde, allerdings ging der Pietismus aus dieser Kontroverse gestärkt hervor.
Das Generallandschulreglement und die Schulbücher waren mit Erfolg eingeführt und Johann Friedrich Hähn als guter Prediger, Pädagoge und Schulreformer anerkannt. Die lutherischen Lateinschulen in Aurich und Norden wurden neu geordnet.
1775 führte er für die lutherischen Prediger-Witwen und -Waisen eine Unterstützungskasse ein.
Auch die Kaiserin Maria Theresia orientierte sich an seinen Lehrmethoden, als sie die österreichische Volksschule gründete.
Johann Friedrich Hähn war zeit seines Lebens unverheiratet und fand seine letzte Ruhestätte in der Stadtkirche Aurich.

## Schriften (Auswahl)
- Von der Verbindung der Wahrheit und Liebe. Cotbus 1743.
- Von der Einrichtung nützlicher Schulen für die zarteste Jugend. Magdeburg 1744.
- Agenda scholastica oder Vorschläge, Lehrarten und Vortheile, welche sowol überhaupt zur Einrichtung und Erhaltung guter Schulanstalten, als auch besonders zur Beförderung und Erleichterung des Lehrens und Lernens abzielen. Berlin 1750.
- Anweisung zur Krieges-Bau-Kunst. Berlin 1757.
- Kurze Erläuterung einer in Kupfer gestochenen Vorstellung des Erdbodens, worauf in XX. kleinen Charten das Nöthigste aus der Geographie, Genealogie, Chronologie, Historie, Heraldic und Numismatic für die Anfänger dieser Wissenschaften entworfen zum Gebrauch der Real-Schule in Berlin. Berlin 1766.
- Kurzgefaßte Beschreibung verschiedener Maschinen und eines Koch- und Bratofens. Leipzig 1772.
- Ausführliche Abhandlung der Litteral Methode. Berlin 1777.
- Betrachtungen über Jesaias 35, 3. zur Ermunterung und Beruhigung bekümmerter Gemüther. Bremen b. Förster 1782.
- Berlinisches neu eingerichtetes ABC-Buchstabier- und Lesebüchlein. Berlin 1800.

Johann Friedrich Hähn in der Bayerischen Staatsbibliothek (Schriften digital).
Johann Friedrich Hähn in Digitalisierte Sammlungen der Staatsbibliothek zu Berlin (Schriften digital).